# Callhyccoda mirei
Callhyccoda mirei är en fjärilsart som beskrevs av Claude Herbulot och Pierre E.L. Viette 1952. Callhyccoda mirei ingår i släktet Callhyccoda och familjen nattflyn. Inga underarter finns listade i Catalogue of Life.